# Отто Валлах
О́тто Ва́ллах (нім. Otto Wallach; 27 березня 1847, Кенігсберг — 26 лютого 1931, Геттінген) — німецький хімік-органік, лауреат Нобелівської премії з хімії 1910 року.

## Біографія
Отто Валлах народився в Кенігсберзі (нині Калінінград), в сім'ї прусського службовця Герхарда Валлаха і Отілії (Тома) Валлах. Незабаром після народження хлопчика його батько був переведений в Щецин, а потім, в 1855 році — в Потсдам, де Отто вчився в потсдамській гімназії. За гімназичним розкладом хімії приділялося небагато годин, але Валлах продовжував займатися цим предметом дома за допомогою підручника хімії і елементарного лабораторного обладнання. У шкільні роки у нього прокинувся також глибокий інтерес до історії мистецтв та літератури.
Закінчивши в 1867 році гімназію, Валлах вступив до Геттінгенського університету, де став вивчати хімію у Фрідріха Велера. Заняття починалися о сьомій годині ранку і закінчувалися о п'ятій вечора, після чого студенти часто продовжували працювати при свічках. Незважаючи на настільки напружений курс навчання, Валлах закінчив його за п'ять семестрів замість належних восьми і в 1869 році захистив докторську дисертацію, присвячену положенню ізомерів в толуеновому ряду.
Протягом короткого часу Валлах працював асистентом в Августа фон Гофмана в Берлінському університеті. 1870 року він стає асистентом відомого німецького хіміка Фрідріха Кекуле в Боннському університеті. У цьому ж році, під час франко-пруської війни, він призивається на військову службу. Після закінчення військової служби Валлах йде працювати хіміком до берлінської фірми «Акціен Гезельшафт фюр анілін фабрікаціон» (нім. Aktiengesellschaft für Anilinfabrikation, яка пізніше стала називатися AGFA). Він повернувся до Боннського університету у 1872 році — спочатку як асистент лабораторії органічної хімії, а пізніше став лектором. 1876 року Валлах був призначений екстраординарним професором (ад'юнкт професором), а в 1879 році очолив кафедру фармакології. Ця посада поставила вченого перед необхідністю зайнятися вивченням ефірних олій.
У 1889 році Валлах прийняв кафедру в Геттінгенському університеті, якою колись завідував Велер, ставши на чолі університетського Хімічного інституту. Пішовши в 1915 році у відставку з Геттінгенського університету, Валлах протягом наступних 20 років продовжував вести хімічні дослідження, публікував статті, брав участь у наукових конференціях. Валлах ніколи не був одружений. Він помер в Геттінгені 26 лютого 1931 року.

## Нагороди
У 1910 році Валлаху було присуджено Нобелівську премію з хімії «на знак визнань його досягнень в області розвитку органічної хімії і хімічної промисловості, а також за те, що він першим здійснив роботу в області аліциклічних сполук». Представляючи Валлаха від імені Шведської королівської академії наук, Оскар Монтеліус сказав: «аліциклічний ряд набув із середини 80-х роців такого значення, що виступає як рівний порівняно з трьома іншими основними рядами в органічній хімії. Валлах вніс в це більший внесок, ніж будь-який інший учений-дослідник». У своїй Нобелівській лекції Валлах віддав належне своїм попередникам в цій області, особливо Якобу Берцеліусу і Фрідріху Велеру, описав виконану ними роботу і вказав на деякі проблеми, що чекають свого рішення, зокрема питання про те, «якого роду хімічні процеси в організмі рослини викликають утворення ефірних олій».
Серед численних нагород Валлаха були почесні дипломи Манчестерського і Лейпцігського університетів, Брауншвейзького технологічного інституту, Німецький імперський орден Орла (1911), медаль Деві, яку присуджує Лондонське королівське товариство (1912), а також Німецький королівський орден Корони (1915). Валлах був членом багатьох наукових товариств: член Геттінгенської академії наук та ін..